# Georg Schröder (Journalist)
Georg Schröder (* 1905; † 1987) war ein deutscher Journalist.
In der Zeit der Weimarer Republik arbeitete Schröder an der von Heinrich von Gleichen herausgegebenen Zeitschrift Das Gewissen sowie an der Stahlhelm-Zeitung Die Standarte mit.
Von 1936 bis 1945 war Schröder Redakteur, später stellvertretender Chefredakteur des Nachrichtenbüros Transocean bzw. Transocean Europa.
Von 1948 bis 1950 war Schröder Chefredakteur der Norddeutschen Zeitung. Anschließend leitete er das Büro der Welt in Hannover, bevor er von 1953 bis 1973 als Leiter des Bonner Büros dieser Zeitung fungierte.

## Veröffentlichungen
- Konrad Adenauer. Porträt eines Staatsmannes und seiner Epoche, Berlin 1966.